# Sobczakowa Grapa
Sobczakowa Grapa (766 m n.p.m.) – szczyt we wsi Laliki w województwie śląskim, w powiecie żywieckim, w gminie Milówka. Wznosi się w odległości 1,4 km na południe od skrzyżowania Laliki drogi ekspresowej S1 z drogą z Milówki do Istebnej, na grzbiecie łączącym Sobczakową Grapę z Cyplem. Na ciągu drogi ekspresowej pod Sobczakową Grapą wydrążono Tunel Emilia.
Zachodni stok Sobczakowej Grapy opada do potoku Kania, wschodni do Potoku Tarlicznego, południowo-zachodni do Czernej w południowym kierunku Z Sobczakowej Grapy opada dość długi grzbiet w widły Potoku Tarlicznego i Czernej. Sobczakowa Grapa jest częściowo porośnięta lasem, część jej stoków to polany z osiedlami wsi Laliki: Krutaki, Koszutówka, Berkówka, Laliki Duże, Burdówka.
W regionalizacji fizycznogeograficznej Polski według Jerzego Kondrackiego grzbiet ten znajduje się w Beskidzie Śląskim, w nowej regionalizacji na Międzygórzu Jabłonkowsko-Koniakowskim.